# Тит Помпоний Басс
Тит Помпоний Басс (лат. Titus Pomponius Bassus) — римский политический деятель второй половины I века.
Басс был первым представителем своего рода, возведенный в сенаторский ранг. В 79/80 году он находился на посту легата при проконсуле Азии Марке Ульпии Траяне (отец будущего императора Траяна). С 90 по 93 год Басс возглавлял в качестве легата дислоцировавшийся в провинции Иудея X Охраняющий пролив легион. С сентябрь по декабрь 94 года он занимал должность консула-суффекта вместе с Луцием Силием Децианом. В 94—100 годах Басс был легатом пропретором провинций Галатия и Каппадокия. После возвращения в Рим, в 101 году Басс был назначен ответственным за поставку зерна в столицу.
Его сыном, по всей видимости, был консул-суффект 118 года Луций Помпоний Басс. Басс является адресантом одного из писем Плиния Младшего.